# 3B busz (Kazincbarcika)
A kazincbarcikai 3B jelzésű autóbuszvonal az Autóbusz-állomás, a Kórház, a Táncsics utca és a Vasútállomás között húzódott, amelyet a Volánbusz Zrt. üzemeltetett.

## Története
2013-ban a Borsod Volán Zrt. 3B jelzéssel indított autóbuszokat a kazincbarcikai autóbusz-állomás és a kazincbarcikai vasútállomás viszonylaton Felsőbarcika érintésével. Ebben az évben a csökkenő igényekre hivatkozva szűntette meg a forgalmat a 6-os viszonylaton, mely helyére délelőtt kettő indulást szervezett meg.
2024. január 1-től önkormányzati döntés alapján a jövőben a város tömegközlekedésének nagyrészét helyközi autóbuszok végzik. A változás a 3B buszvonalat (valamint a 3-ast) is érintette oly módon, hogy azt megszűntették, Felsőbarcika helyijárat nélkül maradt. Ezentúl a kazincbarcikai városrészhez legközelebb az Attila utca és a Vasút utca 1. megállók esnek.

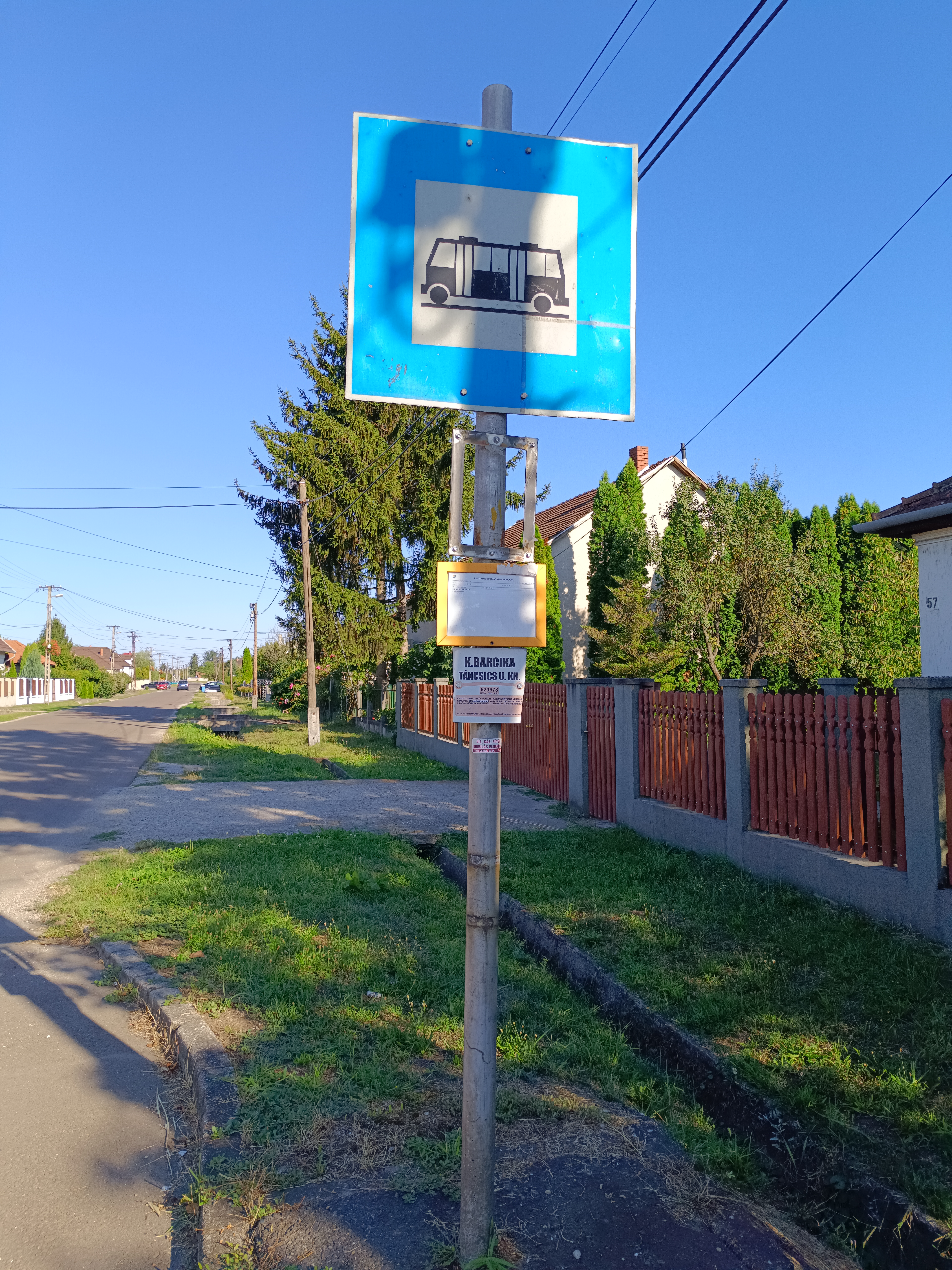
A Táncsics utcában egy elhagyatott megálló
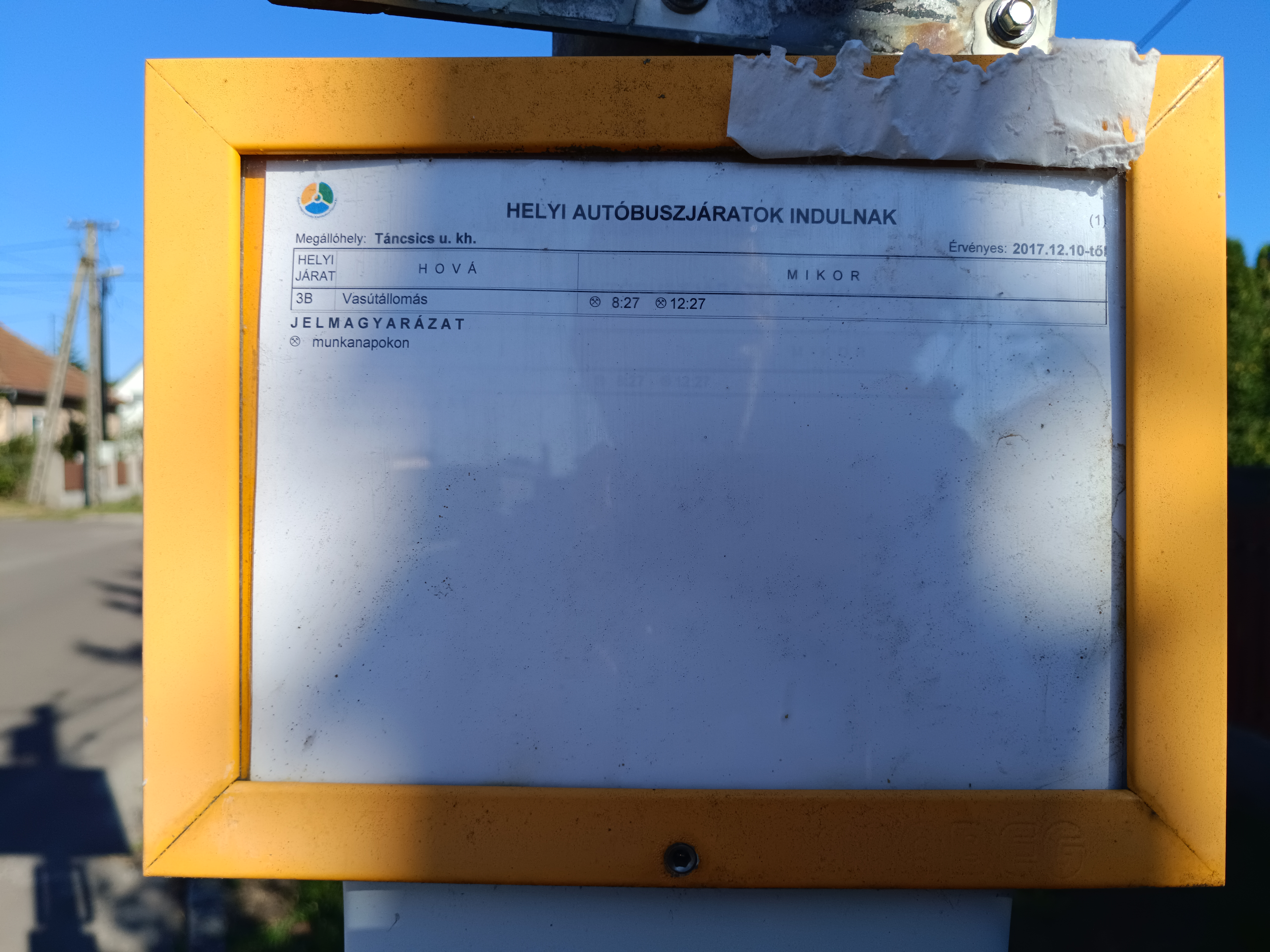
2017-es, ÉMKK-s menetrend

## Útvonala
| Autóbusz-állomás – Kórház – Táncsics utca – Vasútállomás | Vasútállomás – Táncsics utca – Kórház – Autóbusz-állomás |
| --- | --- |
| Autóbusz-állomás ➝ Egressy Béni út ➝ Építők útja ➝ Jószerencsét út ➝ Egressy Béni út ➝ Hadak útja ➝ Budai Nagy Antal utca ➝ Táncsics utca ➝ Vasút utca ➝ Vasútállomás | Vasútállomás ➝ Vasút utca ➝ Táncsics utca ➝ Budai Nagy Antal utca ➝ Hadak útja ➝ Egressy Béni út ➝ Jószerencsét út ➝ Építők útja ➝ Egressy Béni út ➝ Autóbusz-állomás |

## Közlekedése
Indításai munkanapokon történtek, kettő járatpárral. A megszűnt buszvonal helyére nem kínáltak egyéb eljutási módot.
| Viszonylat                      | Indításszám | Közlekedési rend |
| ------------------------------- | ----------- | ---------------- |
| Autóbusz-állomás – Vasútállomás | 2 pár       | munkanapokon     |

### Járművek
Az indításokat legtöbbször Credo EN 9,5, valamint Credo Econell 12 autóbuszok végezték. Míg előbbi helyi célokra szánt, addig utóbbi helyi és regionális személyszállításra is megfelelt.

## Megállóhelyei
| 0 | Autóbusz-állomás végállomás | 0.0 km | 0  | 3, 4, 4B, 4C, 9, 23 1054 3408, 3756, 3763, 3764, 3765, 3766, 3767, 3770, 3772, 3773, 4040, 4041, 4047, 4048, 4050, 4052, 4057, 4059, 4060, 4065, 4066, 4069, 4070, 4075, 4080, 4082, 4083, 4084, 4154 |
| 1 | Ifjúmunkás tér              | 0.8 km | 2  | 3 3408, 3756, 3763, 3764, 3765, 3770, 3772, 3773, 4040, 4041, 4047, 4048, 4050, 4052, 4057, 4059, 4060, 4065, 4066, 4069, 4070, 4075, 4080, 4082, 4083, 4084, 4153                                    |
| 2 | Kórház                      | 1.2 km | 3  | 3 1054 3408, 3756, 3763, 3764, 3765, 3770, 3772, 3773, 4040, 4041, 4047, 4048, 4050, 4052, 4057, 4059, 4060, 4065, 4066, 4069, 4070, 4075, 4080, 4082, 4083, 4084, 4153                               |
| 3 | Városháza                   | 1.6 km | 4  | 3 1369, 1384, 1410, 1411 3756, 3763, 3764, 3765, 3770, 3772, 3773, 4040, 4041, 4047, 4048, 4050, 4052, 4059, 4063, 4065, 4067, 4069, 4070, 4075, 4080, 4082, 4083, 4084                               |
| 4 | Márka ABC                   | 2.0 km | 5  | 3 1054 4070, 4075, 4080, 4083 |
| 5 | Attila utca                 | 2.9 km | 6  | 4058, 4061, 4062, 4063, 4194 |
| 6 | Táncsics utca               | 3.4 km | 7  | |
| 7 | Táncsics utca 13.           | 4.0 km | 8  | |
| 8 | Vasútállomás végállomás     | 4.4 km | 10 | 3 4070, 4075, 4080, 4083 expresszvonat, személyvonat – Kazincbarcika (92) |